# Alois Lexa von Aehrenthal
Alois Lexa von Aehrenthal (o Ährenthal; Gross-Skal (oggi Hrubá Skála), 27 settembre 1854 – Vienna, 17 febbraio 1912) è stato un politico e diplomatico austriaco.
Prima Barone, poi Conte. Fu ministro degli Esteri dell'Impero austro-ungarico dal 1906 al 1912. Si distinse per una politica più attiva di quella dei suoi predecessori e più autonoma rispetto all'alleata Germania. Tale politica portò, nel 1909, all'annessione da parte dell'Austria della Bosnia ed Erzegovina (Crisi bosniaca).
Contrastò le teorie per una guerra preventiva contro l'Italia del Capo di Stato Maggiore Franz Conrad von Hötzendorf che, per questo, fu esonerato dall'imperatore Francesco Giuseppe.

## Le origini e i primi anni
Alois Lexa von Ährenthal o Aehrenthal apparteneva ad una nobile famiglia tedesco-boema. Dal lato paterno, era bisnipote del mercante di grano Johann Anton Lexa (1733-1824), il quale era stato elevato alla nobiltà nel 1790 con il predicato von Aehrenthal da Leopoldo II d'Asburgo-Lorena e in seguito (nel 1805) riconosciuto Ritter da Francesco II d'Asburgo-Lorena. La nonna di Alois era una contessa Wilczeck; mentre il padre, il possidente terriero Johann Friedrich Lexa von Aehrenthal (1817-1898) aveva partecipato attivamente alla vita pubblica ed era un riferimento per l'aristocrazia boema. Sua madre, dell'alta nobiltà austriaca, era una contessa Thun-Hohenstein. La sorella aveva sposato un conte tedesco dei Bylandt ed egli stesso una contessa ungherese della casa degli Széchényi. Non stupisce quindi che, allevato in un ambiente così aristocratico, Alois von Aehrenthal rimanesse fino alla fine dei suoi giorni un convinto sostenitore del diritto divino della monarchia.
Studi storici relativamente recenti hanno evidenziato come le affermazioni, riportate sia mentre Aehrenthal era in vita che successivamente, di una sua origine ebraica, siano quasi certamente false. Tali asserzioni vennero riportate acriticamente in diverse opere storiografiche prodotte nel corso del XX secolo e inizialmente apparvero nella pubblicistica antisemita austriaca, e ulteriormente diffuse dal giornalista e storico Henry Wickham Steed (1871-1956), inviato da Vienna per il The Times dal 1902 al 1913 e autore di The Habsburg Monarchy (1913).
Dopo aver compiuto gli studi presso le università di Praga e di Bonn, Aehrenthal entrò a far parte del corpo diplomatico austriaco nel 1877 come funzionario (in francese attaché) dell'ambasciata a Parigi. Inviato a San Pietroburgo e conquistatasi la stima dell'ambasciatore Gustav Kálnoky, fu nominato Capo di Gabinetto quando costui nel 1881 divenne ministro degli Esteri. Fu Consigliere d'ambasciata in Russia, ambasciatore a Bucarest e nel 1899 ambasciatore a San Pietroburgo.

## Ambasciatore in Russia (1899-1906)
Durante tutto il periodo del suo soggiorno a San Pietroburgo, Aehrenthal si dimostrò un convinto russofilo. Si dedicò allo studio della lingua e della letteratura russa e si fece apprezzare negli ambienti politici zaristi. Secondo il Cancelliere tedesco Bernhard von Bülow, che lo conobbe bene, alla sua popolarità «aveva contribuito una liason con una bella signora della società pietroburghese». Aehrenthal divenne un ottimo conoscitore delle correnti d'opinione russe, operò per una completa intesa fra Vienna e San Pietroburgo e si dimostrò favorevole all'idea di Bismarck, espressa ai tempi dell'Alleanza dei tre imperatori, che i Balcani dovevano essere divisi in due zone d'influenza, una russa e l'altra austriaca. Come ambasciatore seguì i successi diplomatici del ministro degli Esteri Gołuchowski sulla Convenzione di Mürzsteg del 1903 e sul trattato di neutralità austro-russo dell'anno seguente di cui si occupò del perfezionamento.
Aehrenthal si impegnò anche nel tentativo di far rinascere l'alleanza difensiva fra Germania, Austria e Russia dei tre imperatori (scaduta nel 1887), ma né Gołuchowski, né il Cancelliere Bülow lo incoraggiarono.

## Ministro degli Esteri (1906-1912)
Triplice alleanza
     Potenze anti-germaniche della futura Triplice intesa
     Stati amici della Russia

Gli equilibri in Europa al tempo in cui Aehrenthal era ministro degli Esteri:
Triplice alleanza
Potenze anti-germaniche della futura Triplice intesa
Stati amici della Russia

Dopo le dimissioni di Gołuchowski, Aehrenthal fu richiamato da San Pietroburgo e nominato da Francesco Giuseppe, nel 1906, ministro degli Esteri, in un contesto internazionale che vedeva Austria, Germania e Italia legate fra loro dalla Triplice alleanza, e la Francia e la Russia alleate con un analogo accordo difensivo. Senza alleanze ma sempre più schierata con Parigi e San Pietroburgo: Londra, capitale dell'Impero britannico.
Assunta la nuova carica, egli tentò ancora la strada dell'Alleanza dei tre imperatori, trovando favorevoli sia lo Zar Nicola II, sia il Primo Ministro russo Stolypin ma non il loro ministro degli Esteri Izvol'skij che diffidava dell'Austria. L'opposizione dell'imperatore tedesco Guglielmo II, inoltre, fu decisiva: egli liquidò con il termine “fantasie” le idee di Aehrenthal.

### I tentativi di migliorare i rapporti con la Russia
Falliti i tentativi di porre le basi di un'intesa con la Russia, Aehrenthal ritenne che le successive relazioni con San Pietroburgo sarebbero dipese dal miglioramento dei rapporti dell'Austria con la Serbia, nazione slava con cui la Russia aveva ottime corrispondenze. In quel periodo destava preoccupazione la cosiddetta “Guerra dei porci” che, iniziata con Gołuchowski, imponeva alla Serbia di non esportare suini in Austria e non era ancora conclusa quando Aehrenthal prese la direzione del Ministero degli Esteri. Iniziarono, così, i negoziati con il governo di Belgrado per dirimere la questione. 
Le trattative portarono ad un trattato commerciale provvisorio che stabiliva per la Serbia una quota fissa di esportazione di capi in Austria, ciò che portò risentimento fra gli allevatori austriaci. Né la Serbia fu molto soddisfatta, benché il Primo ministro Pašić esprimesse compiacimento per l'accordo.
Per nulla scoraggiato, Aehrenthal si adoperò per attenuare il risentimento della Serbia e persistette nel considerare l'opportunità di non agire nei Balcani se non in accordo con la Russia. In un Consiglio dei ministri tenuto il 27 ottobre 1907 dichiarò: «La politica di porre la Serbia alle dipendenze politiche ed economiche dell'Austria-Ungheria [...] è completamente fallita. Solo terze potenze trarrebbero vantaggio da un conflitto che mettesse alle prese la Monarchia [austriaca] e la Serbia». Egli inoltre sostenne che il centro di gravità serbo-croato avrebbe dovuto rimanere all'interno dell'Austria e precisamente in Croazia, Dalmazia e Bosnia (amministrata da Vienna dal 1878), affinché non si risvegliassero pericolose tensioni filoserbe. Occorrevano quindi ottimi rapporti con il governo di Belgrado, che invece con il passare del tempo si guastarono. La causa di questo peggioramento è da attribuire probabilmente alle pressioni su Aehrenthal di una parte dell'Impero austriaco e cioè dell'Ungheria, le cui influenti personalità erano avverse agli slavi e ad una crescita d'importanza della loro componente all'interno della monarchia.

### La ferrovia Vienna-Salonicco
Prima della tregua nella “Guerra dei porci” Aehrenthal suscitò sorpresa quando, nel gennaio 1908 rivelò che aveva raggiunto un accordo con l'Impero ottomano per la progettazione di una ferrovia che avrebbe attraversato il Sangiaccato di Novi Pazar. Questo territorio, occupato militarmente dall'Austria ma formalmente della Turchia, divideva strategicamente la Serbia dal Montenegro evitando che le due nazioni slave si unissero. La ferrovia avrebbe collegato l'Austria al cuore dei Balcani e da lì avrebbe potuto raggiungere Salonicco, sul Mar Egeo.
Prima di agire Aehrenthal aveva preavvisato le potenze europee, che non protestarono, ma all'annuncio della definizione dell'intesa con la Turchia in Russia i giornali chiesero la revoca dell'accordo e il ritorno ad una politica estera antiaustriaca. Anche in Italia, Francia e Gran Bretagna, in previsione di un aumento della potenza commerciale e strategica di Vienna, le critiche furono violente. La calma fu ripristinata solo quando Aehrenthal accettò la proposta russa di una ferrovia, dal Danubio all'Adriatico, che avrebbe agevolato la Serbia.

La ferrovia del Sangiaccato non arrivò mai a compimento, ma Aehrenthal dimostrò all'Europa che l'Austria era ancora forte e, a dispetto della sua debolezza interna, in grado prendere iniziative da grande potenza.

### L'annessione della Bosnia-Erzegovina

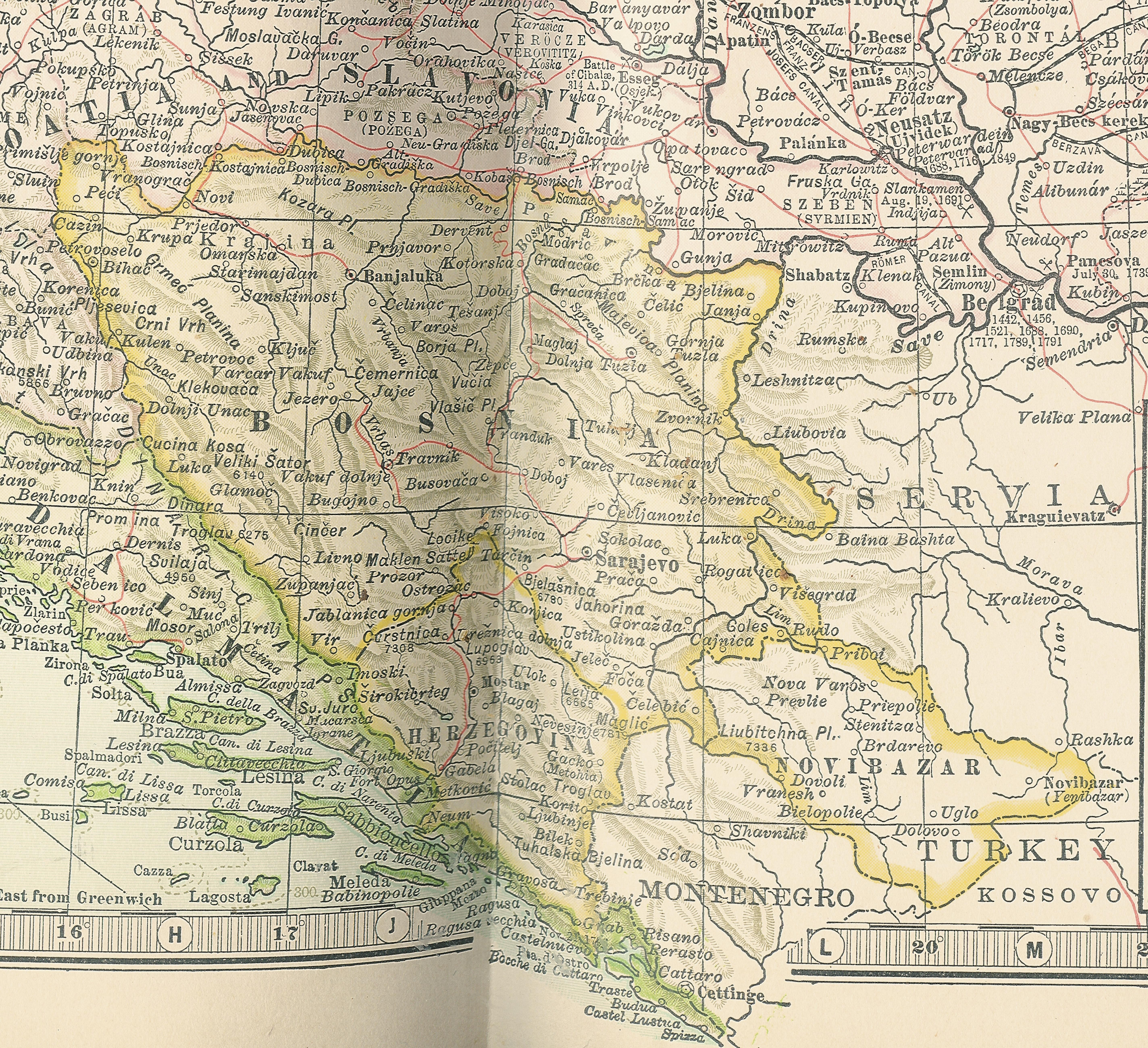
L’area della Crisi bosniaca in un atlante inglese del 1904: La Bosnia e l'Erzegovina (Herzegovina) e a sud-est il Sangiaccato di Novi Pazar (Novibazar).

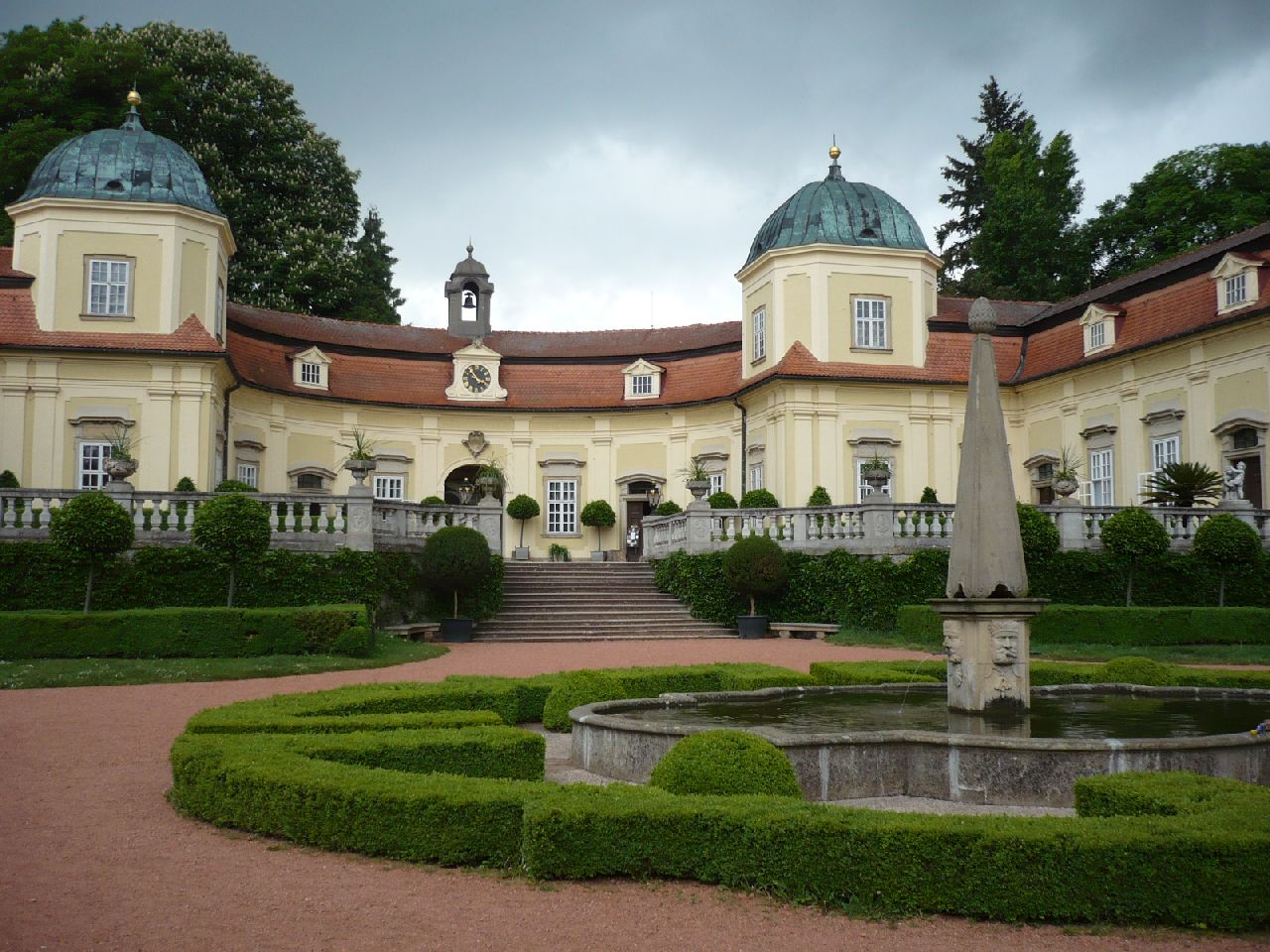
I giardini del Castello di Buchlovice in Moravia, dove il 16 settembre 1908 avvenne l'incontro fra Aehrenthal e il ministro russo Izvol'skij.

Nel corso del 1908 Aehrenthal si sentì incoraggiato per avere ben contrastato le potenze europee sulla questione della ferrovia del Sangiaccato. Il suo atteggiamento, inoltre, risentì della mutata situazione internazionale che vedeva l'intensificarsi del nazionalismo serbo e la svolta costituzionale in Turchia. Quest'ultimo avvenimento avrebbe potuto forse risvegliare velleità ottomane nei Balcani. Per tutti questi fattori il ministro austriaco decise che era venuto il momento di porre fine alla mera amministrazione della provincia ottomana della Bosnia ed Erzegovina.
Il 16 settembre 1908, infatti, Aehrenthal si incontrò nel Castello di Buchlovice con il suo omologo russo, Aleksandr Petrovič Izvol'skij. Argomento fu la possibilità di accordarsi per consentire all'Austria di annettersi definitivamente la Bosnia-Erzegovina. I risultati dell'incontro non furono chiari, certo è che Aehrenthal si sentì abbastanza al sicuro quando il 6 ottobre l'imperatore Francesco Giuseppe proclamò l'annessione della provincia ottomana.

#### Riflessi nei rapporti con l'Italia
Violentissime furono le reazioni all'annuncio dell'annessione, soprattutto da parte della Serbia e della Russia. Ma anche il ministro degli Esteri italiano Tommaso Tittoni protestò chiedendo compensi territoriali ai sensi dell'articolo 7 della Triplice alleanza, benché, secondo Aehrenthal, la questione fosse stata regolata in un incontro fra i due avvenuto il 24 agosto 1908 a Strasburgo durante il quale Tittoni avrebbe rinunciato a qualsiasi riconoscimento per l'Italia.
In un crescendo di proteste, Tittoni paventò una dimostrazione navale inglese nell'Adriatico e la fine della Triplice Alleanza, ma Aehrenthal fu irremovibile. Al suo ambasciatore a Roma, Heinrich von Lützow, il 30 ottobre 1908 scrisse: « [...] Per ciò che riguarda la dimostrazione navale [inglese] nell'Adriatico che egli [-Tittoni-] pretende sia progettata, noi non siamo da mettere allo stesso livello della vecchia Turchia che si era abituati a spaventare con simili mezzi». E sull'eventualità di un'uscita dell'Italia dall'alleanza: «Il pericolo per l'Italia di dare alla sua politica estera una tale direttiva sarebbe certo sproporzionato alla questione che oggi è sul tappeto e che ha dato a Tittoni il motivo per le sue dichiarazioni». Concludendo e rivolgendosi direttamente all'ambasciatore: «Voglia esprimersi con Tittoni [...] con la maggiore gravità, serietà e fermezza, senza lasciargli nessun dubbio che tali comunicazioni e supposizioni, evidentemente colorate in nero, non possono in nessun modo intimidirci».

#### Le intenzioni sulla Serbia e la fine della crisi
Fu il 20 febbraio 1909, in una lettera diretta al cancelliere tedesco Bülow, che Ahrenthal definì le sue intenzioni. L'annessione della Bosnia significava per il ministro austriaco «l'annientamento del sogno di uno Stato panserbo fra il Danubio, la Sava e l'Adriatico». Mentre «L'indebolimento della Serbia a mezzo della Bulgaria» poteva essere considerata «come un'eventualità che, convenientemente preparata, non sarà difficile raggiungere in futuro». In riferimento al sentimento di identità nazionale fra Serbia e Bosnia, Aehrenthal continuava così nella lettera: «La Serbia deve rinunciare alle sue pretese [sulla Bosnia-Erzegovina] e deve darci in forma precisa l'assicurazione che essa non nutre verso la Monarchia [austriaca] alcuna intenzione aggressiva e perciò sospenderà subito i suoi non giustificati armamenti che rovinano il Paese». Il ministro degli Esteri di Vienna concludeva che se non si fosse potuto ottenere dalla Serbia né una dichiarazione soddisfacente sulle sue intenzioni future, né la sua rinuncia alle pretese accampate (compensi territoriali o autonomia della Bosnia), allora «verrebbe il momento di porre un ultimatum che porterebbe la nostra azione alla fase ultima e decisiva».
La fine della crisi arrivò nel marzo del 1909 grazie all'intervento del cancelliere Bülow che minacciò, quasi con un ultimatum formale, la Russia affinché cedesse al fatto compiuto e riconoscesse l'annessione austriaca. Sull'orlo di una guerra, la Russia comunicò riluttante a Berlino e Vienna il suo consenso e, abbandonata a sé stessa, il 31 marzo, anche la Serbia si arrese.
Fu indubbiamente una vittoria di Aehrenthal, ma da quel giorno i rapporti fra il blocco austro-tedesco e quello russo-serbo furono definitivamente compromessi.
La difficoltà nei rapporti fra l'Austria e le due nazioni slave proseguì nonostante i tentativi di recupero dello stesso Aehrenthal: un'intesa formale austro-russa nel 1910 e un compromesso commerciale con la Serbia nel 1911.

### Lo scandalo Friedjung
Durante il periodo della Crisi bosniaca, quando Vienna considerò probabile un conflitto con la Serbia, Aehrenthal fece consegnare all'autorevole storico austriaco Heinrich Friedjung (1851-1920) una serie di documenti dai quali apparivano macchinazioni serbe contro l'Austria, e che, come poi fu provato, risultarono falsi. Sulla base di quei documenti Friedjung scrisse un articolo molto pesante contro la Serbia che apparve sulla Neue Freie Presse il 25 marzo 1909. I membri di un'associazione serbo-croata intentarono all'autore dell'articolo un processo per diffamazione che Aehrenthal tentò invano di impedire. Durante il dibattimento Friedjung non poté esibire gli originali dei documenti fotografici in questione perché Aehrenthal, intanto, si era rifiutato di fornirglieli. Il processo, iniziato nel dicembre 1909, dimostrò, così, che i documenti sui quali si era basato Friedjung erano falsi e che colui che li aveva inizialmente procurati era stato l'ambasciatore austriaco a Belgrado, Forgach, che fu poi trasferito a Dresda. Lo scandalo fu enorme e costituì per l'Austria una battaglia etica perduta di fronte all'opinione pubblica mondiale.

### I rapporti con la Germania dopo Bülow
Dopo il cancellierato Bülow in più occasioni venne a mancare un'identità di vedute perfino con l'alleata Germania. Aehrenthal, ad esempio, protestò per il rifiuto del governo di Berlino (scaturito dal tentativo della Germania di riavvicinarsi alla Russia) di seguire l'Austria nella sua politica nei Balcani. Così come lo stesso Aehrenthal ebbe un atteggiamento piuttosto moderato durante la Crisi di Agadir del 1911 che vide la diplomazia tedesca fronteggiarsi duramente con quella francese e britannica. Scoppiata, poi, la Guerra italo-turca, la Russia rinnovò il tentativo di assicurarsi il consenso di attraversamento per le sue navi da guerra degli stretti ottomani del Bosforo e dei Dardanelli. Aehrenthal si oppose fermamente e fu redarguito dal governo di Berlino che invece era più possibilista e chiedeva una minore iniziativa dell'Austria e una maggiore concertazione con l'alleata.

### La Guerra Italo-turca
Dopo la Crisi bosniaca l'Austria abbandonò il Sangiaccato e le relazioni fra Vienna e Roma migliorarono, soprattutto per la convenzione stipulata da Aehrental e dal ministro degli Esteri italiano Francesco Guicciardini il 19 dicembre 1909. Con questo accordo Vienna si impegnava a riconoscere compensi all'Italia nel caso l'Austria si fosse riappropriata del Sangiaccato.
I rapporti fra i due partner della Triplice alleanza subirono tuttavia una dura prova dal settembre del 1911, quando l'Italia, allo scopo di occupare la Libia, dichiarò guerra alla Turchia, che l'Austria considerava un baluardo all'espansione russa nei Balcani.
Inizialmente Aehrenthal si era mostrato disposto a tollerare un'eventuale azione italiana nel Mediterraneo poiché l'impresa avrebbe distolto l'Italia dall'Adriatico e, secondo lui, l'avrebbe messa in urto con la Francia. Successivamente previde anche le difficoltà che avrebbe avuto Roma a gestire diplomaticamente l'annessione della Libia. Tuttavia, nell'ottobre 1911, quando una squadra navale italiana colpì i porti turchi in Albania settentrionale, Aehrenthal protestò fermamente dichiarando che l'Austria non avrebbe tollerato ripercussioni della Guerra italo-turca nei Balcani. Le proteste furono tanto insistenti che il governo di Roma, presieduto da Giolitti, si impegnò a non intervenire più nei mari Adriatico e Ionio. Ciò che infatti avvenne.
Paventata l'ipotesi da parte italiana di un allargamento del conflitto alle isole turche del Mar Egeo, il 4 novembre 1911 Aehrenthal trasmetteva al suo ambasciatore a Berlino: « [...] Sarei deciso a considerare qualsiasi tentativo che [...] mirasse all'occupazione anche temporanea di un'isola, come un procedimento contrario al disposto dell'articolo 7 del trattato». Forte di questa convinzione, qualche giorno dopo faceva avvertire il nuovo ministro degli Esteri italiano Antonino di San Giuliano che se l'Italia non avesse rispettato l'articolo 7, l'Austria lo avrebbe considerato decaduto ed al successivo rinnovo dell'alleanza ne avrebbe richiesto l'eliminazione. Dopo questo avvertimento, che metteva in pericolo uno degli articoli a lei più favorevoli, l'Italia dovette aspettare l'insediamento di Leopold Berchtold al Ministero degli esteri austriaco per avviare l'occupazione del Dodecanneso.

### Lo scontro con Conrad sull'Italia e le dimissioni

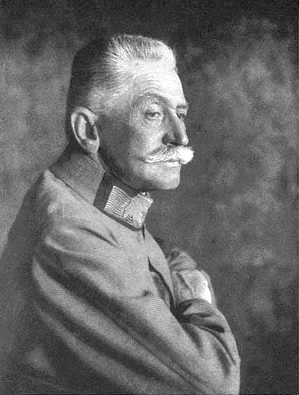
Il generale Conrad fu esonerato da Francesco Giuseppe per gravi contrasti con Aehrenthal sulla questione italiana.

Qualche giorno prima dello sbarco italiano in Libia, il 24 settembre 1911, il Capo di Stato Maggiore austriaco Franz Conrad von Hötzendorf inviò a Francesco Giuseppe e ad Aehrenthal un memoriale nel quale asseriva che la questione della Libia esigeva l'esame di provvedimenti militari contro l'Italia. Aehrenthal si rifiutò di prendere in considerazione l'ipotesi di un attacco o di richiesta di risarcimenti all'Italia, nonostante il favore che i propositi di Conrad incontravano presso l'erede al trono Francesco Ferdinando e presso i circoli militari. Il rifiuto di Aehrenthal fu fortemente osteggiato, tanto che il Ministro degli Esteri dovette rispondere con un contro-memoriale all'Imperatore. In questo documento, datato 22 ottobre, Aehrenthal ricordava che con la dichiarazione del 30 giugno 1902 l'Austria si era obbligata a lasciare mano libera all'Italia in Libia, né la Triplice alleanza si poteva disdire prima del 1913. Ma Conrad non si arrese e continuò a fare pressioni su Francesco Giuseppe che, costretto a decidere fra le due posizioni, il 30 novembre 1911 esonerava il Capo di Stato Maggiore.
Per il protettore di Conrad, l'arciduca Francesco Ferdinando, fu indubbiamente uno smacco. Questi, a sua volta, sostenuto dai più influenti giornali di Vienna, riuscì ad ottenere all'inizio del 1912 la rimozione di Aehrenthal che il 17 febbraio, dopo aver indicato in Leopold Berchtold il suo successore, moriva a 58 anni per le conseguenze di una lunga malattia. Poche ore prima della morte Francesco Giuseppe gli aveva conferito la Gran Croce di Santo Stefano con brillanti.
Questa ricostruzione dei fatti dello storico Luigi Albertini e dello statunitense Arthur J. May (1899-1968) contrasta con quella dello storico statunitense Lawrence Sondhaus riportata nella sua più recente biografia del generale Conrad. Secondo Sondhaus, infatti, Francesco Ferdinando si trovava più dalla parte di Aehrenthal che di Conrad, il quale sarebbe stato esonerato con il beneplacito dell'Arciduca.

## Ascendenza
|                                           |                                               |                                        | Genitori                                          |  |  | Nonni |  |  | Bisnonni                                |  |  | Trisnonni |  |
|                                           |                                               |                                        |                                                   |  |  |       |  |  | Johann Anton Ritter Lexa von Aehrenthal |  |  | …         |  |
|                                           |                                               |                                        |                                                   |  |  |       |  |  | Johann Anton Ritter Lexa von Aehrenthal |  |  | …         |  |
|                                           |                                               | …                                      |                                                   |  |  |       |  |  | Johann Anton Ritter Lexa von Aehrenthal |  |  |           |  |
| Johann Baptist Antonin Lex von Aehrenthal |                                               |                                        |                                                   |  |  |       |  |  | Johann Anton Ritter Lexa von Aehrenthal |  |  |           |  |
|                                           |                                               | Johana-Nepomucena Scherová             | …                                                 |  |  |       |  |  |                                         |  |  |           |  |
|                                           |                                               | Johana-Nepomucena Scherová             | …                                                 |  |  |       |  |  |                                         |  |  |           |  |
|                                           |                                               | Johana-Nepomucena Scherová             | …                                                 |  |  |       |  |  |                                         |  |  |           |  |
| Johann Baptist Lexa von Aehrenthal        |                                               | Johana-Nepomucena Scherová             |                                                   |  |  |       |  |  |                                         |  |  |           |  |
|                                           |                                               | Josef von Wilczek                      | Joseph Balthasar von Wilczek                      |  |  |       |  |  |                                         |  |  |           |  |
|                                           |                                               | Josef von Wilczek                      | Joseph Balthasar von Wilczek                      |  |  |       |  |  |                                         |  |  |           |  |
|                                           |                                               | Josef von Wilczek                      | Maria Antonia Kottulinsky                         |  |  |       |  |  |                                         |  |  |           |  |
| Johanna Nepomucena von Wilczek            |                                               | Josef von Wilczek                      |                                                   |  |  |       |  |  |                                         |  |  |           |  |
|                                           |                                               | Rosalia Schulz                         | Vincenz Schulz                                    |  |  |       |  |  |                                         |  |  |           |  |
|                                           |                                               | Rosalia Schulz                         | Vincenz Schulz                                    |  |  |       |  |  |                                         |  |  |           |  |
|                                           |                                               | Rosalia Schulz                         | Anna                                              |  |  |       |  |  |                                         |  |  |           |  |
| Alois Lexa von Aehrenthal                 |                                               | Rosalia Schulz                         |                                                   |  |  |       |  |  |                                         |  |  |           |  |
|                                           | Anton de Padua Joseph von Thun und Hohenstein | Josef von Thun und Hohenstein          |                                                   |  |  |       |  |  |                                         |  |  |           |  |
|                                           | Anton de Padua Joseph von Thun und Hohenstein | Josef von Thun und Hohenstein          |                                                   |  |  |       |  |  |                                         |  |  |           |  |
|                                           | Anton de Padua Joseph von Thun und Hohenstein | Maria Elisabeth Kollonitz de Kollegrád |                                                   |  |  |       |  |  |                                         |  |  |           |  |
| Leopold Felix von Thun und Hohenstein     | Anton de Padua Joseph von Thun und Hohenstein |                                        |                                                   |  |  |       |  |  |                                         |  |  |           |  |
|                                           |                                               | Terezie Wratizlawova z Mitrovic        | Johann Nepomuk Wratislaw z Mitrovic und Schonfeld |  |  |       |  |  |                                         |  |  |           |  |
|                                           |                                               | Terezie Wratizlawova z Mitrovic        | Johann Nepomuk Wratislaw z Mitrovic und Schonfeld |  |  |       |  |  |                                         |  |  |           |  |
|                                           |                                               | Terezie Wratizlawova z Mitrovic        | Johanna Malowetz von Malowitz u Kosor             |  |  |       |  |  |                                         |  |  |           |  |
| Maria von Thun und Hohenstein             |                                               | Terezie Wratizlawova z Mitrovic        |                                                   |  |  |       |  |  |                                         |  |  |           |  |
|                                           |                                               | Vojtech Mladota ze Solopisk            | Frantisek Mladota ze Solopisk                     |  |  |       |  |  |                                         |  |  |           |  |
|                                           |                                               | Vojtech Mladota ze Solopisk            | Frantisek Mladota ze Solopisk                     |  |  |       |  |  |                                         |  |  |           |  |
|                                           |                                               | Vojtech Mladota ze Solopisk            | Maria Josefa Dohalska z Dohalic                   |  |  |       |  |  |                                         |  |  |           |  |
| Elisabeth Mladotova ze Solopisk           |                                               | Vojtech Mladota ze Solopisk            |                                                   |  |  |       |  |  |                                         |  |  |           |  |
|                                           |                                               | Marie Prichovska z Przichovic          | Franz de Paula Prichovsky z Prichovic             |  |  |       |  |  |                                         |  |  |           |  |
|                                           |                                               | Marie Prichovska z Przichovic          | Franz de Paula Prichovsky z Prichovic             |  |  |       |  |  |                                         |  |  |           |  |
|                                           |                                               | Marie Prichovska z Przichovic          | Maria Aloysia von Wassmuth                        |  |  |       |  |  |                                         |  |  |           |  |
|                                           |                                               | Marie Prichovska z Przichovic          |                                                   |  |  |       |  |  |                                         |  |  |           |  |